# Michael East (Komponist)
Michael East (* um 1580 in London; † 1648 in Lichfield) war ein englischer Organist und Komponist.
East war der Neffe des Londoner Musikverlegers Thomas East (um 1540 bis 1608). Er wurde 1606 in Cambridge Bachelor of Music und wirkte ab 1618 für den Rest seines Lebens in der Kathedrale von Lichfield als Chormeister und Organist.
Eins seiner Madrigale veröffentlichte Thomas Morley 1603 in seiner Sammlung The Triumphs of Orania.

## Werke
East komponierte 7 Gruppen von Stimmbüchern:
- 1. und 2. Gruppe: drei- fünfstimmige Madrigale
- 3. und 4. Gruppe: vier- bis sechsstimmige Anthems, Madrigale, Pastorale, Napolitans und Fancies
- 5. Gruppe: dreistimmige Madrigale ohne durchgehenden Text, auch für Gamben gedacht
- 6. Gruppe: fünf- bis sechsstimmige Anthems
- 7. Gruppe: zwei- bis vierstimmige Kompositionen für Gamben